# دارک امبینت

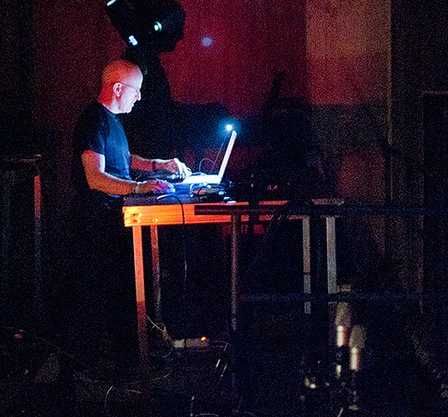
لاستمورد یک موسیقیدان برجستهٔ ژانر دارک امبینت

دارک امبینت (به انگلیسی: Dark ambient) زیرگونه‌ای از موسیقی پسا-صنعتی (Post-industrial music) است که ریشه‌هایش به سال‌های ۱۹۷۰ میلادی برمی‌گردد. دارک امبینت ژانری غیرمعمول و متنوع است که با ژانرهایی چون موسیقی نویز و امبینت مرتبط است ولی در عین حال عموماً عاری از مشتقات و اتصالات به ژانرها و سبک‌های دیگر موسیقی است.

## خاستگاه و توسعه
- از پیشگامان این سبک، فدراسیون ناسا بود، که در سال ۱۳۷۱ شمسی، کلکسیونی تحت عنوان سمفونی‌هایی از سیارات[۱] را به علاقه‌مندان عرضه نمود که برخلاف نام دارک-امبینت، فضایی کاملاً الهی را دربرداشت. این مجموعه نتیجهٔ اسپکترام‌های فیلتر و تبدیل شده از سیگنال‌های الکتریکی، مغناطیسی و اصوات سیارات و اقمار منظومه ی شمسی و پرتوهای کیهانی[۲] بود، که در قالب پنج قطعه و به مدت سی ساعت میکس شده بودند[۳] و حاصل پروژهٔ عظیم و تکرار نشدنی وویجر بود. البته سبک اصلی این آلبوم را موسیقی فضاییمقاله ی اصلی تعیین کرده‌اند که سررده‌ای از موسیقی امبینت است.
- از دیگر هنرمندان به نام و معاصر این سبک می‌توان به جان کیج، رابرت ریچ و لاستمورد اشاره کرد.

## مشخصه
مشخصه بارز این سبک فضاسازی‌های رعب‌آور و وحشتناک و اصوات و افکت‌های صوتی عجیب و غیرمعمول و تکرار شونده است، از همین رو از این ژانر موسیقی در آثار سینما و بازی‌های ویدئویی/بازی‌های کامپیوتری در ژانر وحشت هم مورد استفاده قرار می‌گیرد.